# Поликапролактон
Поликапролактон (PCL) је синтетички, полукристални, биоразградиви полиестер са тачком топљења од око 60 °C и температуром преласка у стакласто стање од око -60°C. Најчешћа употреба поликапролактона је у производњи специјалних полиуретана, јер поликапролактони дају произведеном полиуретану добру отпорност на воду, уље, раствараче и хлор.
Овај полимер се често користи као адитив за смоле како би се побољшале њихове карактеристике обраде и њихова својства за крајњу употребу (нпр. отпорност на ударце). Будући да је компатибилан са низом других материјала, PCL се може мешати са скробом како би се смањила његова цена и повећала биоразградивост или се може додати као полимерни пластификатор поливинил хлориду (PVC).
Поликапролактон се такође користи за шлифовање, моделирање и као сировина за системе за израду прототипова као што су 3D штампачи са фузионим филаментом. Поликапролактон је и главна компонента ресилона, одговорна за термопластична својства овог материјала, који се користи у ендодонција као алтернативни материјал за испуњавање корена зуба.